# Косинов, Александр Павлович
Александр Павлович Ко́синов (28 июля 1936, Ворошиловск — 23 февраля 2005) — советский и украинский режиссёр и сценарист документального кино. Заслуженный деятель искусств Украинской ССР (1976).

## Биография
Родился 28 июля 1936 года в Ставрополе в семье военнослужащего. Член КПСС с 1961 года. В 1964 году окончил ВГИК (мастерская Р. Л. Кармена). Работает на Украинской СХДФ.

## Фильмография
- 1967 — Мужество
- 1968 — Пятьдесят лет Советской Украине
- 1970 — Украина, земля и люди
- 1972 — Советская Украина (сценарий совместно с М. Трач)
- 1974 — Поэма о Донецком крае (сценарий совместно с В. С. Костенко)
- 1975 — От съезда к съезду. Советская Украина
- 1977 — Ум, честь и совесть эпохи (сценарий совместно с В. Кузнецовым)
- 1978 — Дорогой отцов
- 1981 — Слово о пятилетке; Дневник съезда (режиссёр и автор сценария)
- 1983 — На Украине милой
- 1984 — Ханой. Улица Фая
- 1985 — Птицы летят надо мной
- 1989 — В армию иду служить
- 1992 — Последний день и ночь Шевченко
- 1996 — Степан Бандера. Детство; Земля полковника

## Награды и премии
- заслуженный деятель искусств УССР (1976)
- Государственная премия УССР имени Т. Г. Шевченко (1973) — документальный за фильм «Советская Украина» (1972)
- орден Дружбы народов
- Серебряная медаль имени А. П. Довженко (1989) — за фильм «В армию иду служить»